# Zamłyński
Zamłyński – polski herb szlachecki.

## Opis herbu
Opis z wykorzystaniem zasad blazonowania, zaproponowanych przez Alfreda Znamierowskiego:
W polu błękitnym podkowa srebrna, w której krzyż kawalerski złoty, na barku zaćwieczone takież ostrze rogaciny.
Klejnot - trzy pióra strusie.
W wieku XVI, z którego pochodzą pierwsze wzmianki o herbie, nie znano jego barw, ani klejnotu. Rekonstrukcja tych elementów pochodzi od Tadeusza Gajla, który posiłkował się Uzupełnieniami do Księgi Herbowej Rodów Polskich.

## Najwcześniejsze wzmianki
Pieczęć J. Zamłyńskiego z 1552 roku.

## Herbowni
Herb ten był herbem własnym, więc przysługiwał tylko jednemu rodowi herbownych:
Zamłyński.